# Cúp quốc gia Scotland 1876–77
 Cúp quốc gia Scotland 1876–77 là mùa giải thứ tư của giải đấu bóng đá loại trực tiếp uy tín nhất Scotland. Chức vô địch thuộc về Vale of Leven khi đánh bại đội đến từ Glasgow Rangers 3–2 sau hai trận đá lại Chung kết.

## Lịch thi đấu
| Vòng      | Ngày thi đấu đầu tiên | Số trận đấu | Số trận đấu                 | Số trận đấu | Số đội tham gia |
| Vòng      | Ngày thi đấu đầu tiên | Ban đầu     | Đi thẳng vào vòng tiếp theo | Đá lại      | Số đội tham gia |
| --------- | --------------------- | ----------- | --------------------------- | ----------- | --------------- |
| Vòng Một  | 23 tháng 9 năm 1876   | 40          | 1                           | 3           | 81 → 41         |
| Vòng Hai  | 21 tháng 10 năm 1876  | 20          | 1                           | 1           | 41 → 21         |
| Vòng Ba   | 11 tháng 11 năm 1876  | 10          | 1                           | 1           | 21 → 12         |
| Vòng Bốn  | 23 tháng 11 năm 1876  | 6           | 0                           | 0           | 12 → 6          |
| Tứ kết    | 23 tháng 12 năm 1876  | 3           | 0                           | 0           | 6 → 3           |
| Bán kết   | 10 tháng 3 năm 1877   | 1           | 1                           | 0           | 3 → 2           |
| Chung kết | 17 tháng 3 năm 1877   | 1           | 0                           | 2           | 2 → 1           |

- Có 2 đội vào vòng Hai sau khi đá lại
- 23rd Renfrew RV rút lui sau khi thắng ở vòng Một
- Có 2 đội vào vòng Bốn sau khi thắng ở trận đá lại Vòng Ba

## Vòng Một
| Đội nhà                      | Tỉ số  | Đội khách            |
| ---------------------------- | ------ | -------------------- |
| Arthurlie                    | 3 – 0  | Drumpellier          |
| Ayr Thistle                  | 1 – 0  | Beith                |
| Barrhead                     | 4 – 0  | Hamilton Academical  |
| Blythswood                   | 2 – 1  | Possilpark           |
| Busby                        | 2 – 0  | Renfrew              |
| Caledonian                   | 2 – 1  | Standard             |
| Clydesdale                   | 6 – 0  | Craig Park           |
| Crosshill                    | 2 – 1  | Hyde Park Loco Works |
| Cumnock                      | 1 – 2  | Portland             |
| Dumbarton                    | 1 – 1  | Renton               |
| Dumbreck                     | 3 – 1  | Dennistoun           |
| Dunfermline                  | Thắng  | Heart of Midlothian  |
| Eastern                      | 1 – 1  | Alexandra Athletic   |
| Edinburgh St. Andrew's       | 1 – 0  | Grasshoppers         |
| Edinburgh Swifts             | 2 – 1  | Lenzie               |
| Edinburgh Thistle            | 5 – 0  | Hanover              |
| Girvan                       | 3 – 2  | Kilmarnock Dean      |
| Govan                        | Thắng  | Western              |
| Hamilton Adacemical          | 2 – 0  | Thornhill            |
| Kilbirnie                    | 5 – 0  | Maybole Carrick      |
| 1st Lanark RV                | 0 – 1  | South Western        |
| Lancefield                   | 2 – 0  | Parkgrove            |
| Lennox                       | 3 – 0  | Alclutha             |
| Levern Hurlet                | 0 – 1  | Airdrie F.C.         |
| Mauchline                    | 5 – 0  | Winton               |
| Northern                     | 12 – 0 | Telegraphists        |
| Partick                      | 3 – 1  | Havelock             |
| Queen's Park                 | 7 – 0  | Sandyford            |
| Queen of the South Wanderers | Thắng  | Ardrossan            |
| Rangers                      | 4 – 1  | Queen's Park Juniors |
| 23rd Renfrew RV              | 2 – 0  | Thornliebank         |
| Renton Thistle               | 0 – 0  | Vale of Leven Rovers |
| Kilmarnock St. Andrew's      | Thắng  | Ayr Eglinton         |
| Star of Leven                | 4 – 0  | 10th Dumbarton RV    |
| St. Clements                 | 1 – 0  | 3rd Edinburgh RV     |
| Stonelaw                     | 3 – 0  | Shotts               |
| 3rd Lanark RV                | 6 – 0  | Ramblers             |
| Towerhill                    | 2 – 1  | Rovers               |
| Vale of Leven                | 1 – 0  | Helensburgh          |
| West End                     | 2 – 0  | 4th Renfrew RV       |

- Kilmarnock đi thẳng vào vòng tiếp theo
- 23rd Renfrew RV rút lui sau khi giành chiến thắng
- Nguồn nhắc đến Hamilton Academical ở 2 trận đấu

### Đá lại
| Đội nhà              | Tỉ số | Đội khách      |
| -------------------- | ----- | -------------- |
| Alexandra Athletic   | 1 – 0 | Eastern        |
| Renton               | 0 – 2 | Dumbarton      |
| Vale of Leven Rovers | 1 – 1 | Renton Thistle |

- Cả hai đội đều vào vòng Hai

## Vòng Hai
| Đội nhà             | Tỉ số | Đội khách                    |
| ------------------- | ----- | ---------------------------- |
| Barrhead            | 4 – 0 | Airdrie                      |
| Caledonian          | 0 – 7 | Queen's Park                 |
| Clydesdale          | 0 – 0 | 3rd Lanark RV                |
| Dumbreck            | 2 – 0 | South Western                |
| Edinburgh Swifts    | 1 – 0 | Edinburgh Thistle            |
| Girvan              | 4 – 0 | Queen of the South Wanderers |
| Hamilton Academical | 2 – 1 | Dunfermline                  |
| Kilbirnie           | 0 – 1 | Ayr Thistle                  |
| Kilmarnock          | 1 – 2 | Mauchline                    |
| Lancefield          | 2 – 0 | Crosshill                    |
| Lennox              | 5 – 1 | Renton Thistle               |
| Northern            | 4 – 0 | Alexandra Athletic           |
| Partick             | 5 – 1 | Blythswood                   |
| Portland            | 2 – 0 | Kilmarnock St. Andrew's      |
| Rangers             | 8 – 0 | Towerhill                    |
| Star of Leven       | 0 – 4 | Dumbarton                    |
| St. Clement's       | 1 – 1 | Edinburgh St. Andrew's       |
| Stonelaw            | 0 – 4 | Arthurlie                    |
| Vale of Leven       | 7 – 0 | Vale of Leven Rovers         |
| West End            | 1 – 0 | Govan                        |

- Busby đi thẳng vào vòng tiếp theo
- Vì bàn thắng gây tranh cãi, Edinburgh St. Andrew's rút lui và St. Clement's vào vòng Ba

### Đá lại
| Đội nhà       | Tỉ số | Đội khách  |
| ------------- | ----- | ---------- |
| 3rd Lanark RV | 4 – 0 | Clydesdale |

## Vòng Ba
| Đội nhà             | Tỉ số | Đội khách     |
| ------------------- | ----- | ------------- |
| Ayr Thistle         | 1 – 0 | Dumbreck      |
| Edinburgh Swifts    | 1 – 1 | West End      |
| Hamilton Academical | 0 – 0 | Busby         |
| Lancefield          | 3 – 0 | Girvan        |
| Lennox              | 1 – 0 | Dumbarton     |
| Mauchline           | 7 – 0 | Portland      |
| Northern            | 2 – 1 | St. Clement's |
| Partick             | 2 – 0 | Barrhead      |
| Queen's Park        | 7 – 0 | Arthurlie     |
| Vale of Leven       | 0 – 0 | 3rd Lanark RV |

- Rangers đi thẳng vào vòng tiếp theo
- Nguồn không ghi nhận trận đá lại giữa Edinburgh Swifts và West End, mặc dù đội trước có mặt ở vòng Bốn

### Đá lại
| Đội nhà | Tỉ số | Đội khách           |
| ------- | ----- | ------------------- |
| Busby   | 0 – 0 | Hamilton Academical |

- Cả hai đội vào vòng Bốn

## Vòng Bốn
| Đội nhà       | Tỉ số | Đội khách           |
| ------------- | ----- | ------------------- |
| Ayr Thistle   | Thắng | Partick             |
| Lancefield    | 2 – 0 | Hamilton Academical |
| Lennox        | 4 – 0 | Edinburgh Swifts    |
| Queen's Park  | 4 – 0 | Northern            |
| Rangers       | 3 – 0 | Mauchline           |
| Vale of Leven | 4 – 0 | Busby               |

## Tứ kết
| Đội nhà      | Tỉ số | Đội khách     |
| ------------ | ----- | ------------- |
| Ayr Thistle  | 1 – 0 | Lancefield    |
| Rangers      | 3 – 0 | Lennox        |
| Queen's Park | 1 – 2 | Vale of Leven |

## Bán kết
| Vale of Leven | 9 – 0 | Ayr Thistle |
| ------------- | ----- | ----------- |
|               |       |             |

- Rangers đi thẳng vào Chung kết

## Chung kết
| Vale of Leven | 1 – 1 | Rangers           |
| ------------- | ----- | ----------------- |
| Paton 10'     |       | McDougall 65'(og) |

### Đá lại
| Vale of Leven | 1 – 1 OT | Rangers    |
| ------------- | -------- | ---------- |
| McDougall 70' |          | Dunlop 20' |

### Đá lại lần 2
| Vale of Leven                          | 3 – 2 | Rangers                      |
| -------------------------------------- | ----- | ---------------------------- |
| Watson 15'(og) · Baird 70' · Paton 88' |       | W. McNeil 47' · Campbell 50' |